# Museo Sefardí
El Museo Sefardí, en  Toledo, España,  ocupa el antiguo convento de Caballeros de Calatrava, anexo a la Sinagoga del Tránsito, y muestra aspectos históricos, religiosos y de las costumbres del pasado judío en España, así como de los sefardíes, los descendientes de los judíos que vivieron en la península ibérica hasta 1492.
En el año 1964, se decide que la sinagoga del Tránsito o sinagoga de Samuel ha-Leví sea la sede del museo sefardí, el cual tiene como objetivo conservar el legado de la cultura hispano-judía y sefardí para que quede integrada como parte esencial del Patrimonio Histórico Español, tarea que desempeña hasta la actualidad. Conforme a lo dispuesto en el Real Decreto 1305/2009, de 31 de julio, por el que se crea la Red de Museos de España, el Museo Sefardí es uno de los museos nacionales de titularidad y gestión estatal, adscrito al Ministerio de Cultura.
Es un museo nacional de España adscrito al Ministerio de Cultura y es de gestión exclusiva de la Dirección General de Bellas Artes y Patrimonio Cultural.

## Historia del pueblo judío
La primera sala muestra la historia, geografía y cultura del pueblo judío en el Próximo Oriente Antiguo, donde según los escritos bíblicos se originaron las tradiciones que perduran en su vida cotidiana. Se muestran objetos arqueológicos fechados entre el 2000 a. C. y el siglo I d. C. así como una gran variedad de objetos culturales relacionados con lo que es y lo que significa ser judío, sus creencias y costumbres. Destaca una Torah (libro sagrado del judaísmo, formado por el Pentateuco) y otros objetos litúrgicos.

## Los judíos en la península ibérica
Se exponen los principales testimonios de la cultura material a lo largo de la presencia judía en España: desde su llegada a la península ibérica, su vida en época romana y visigoda, su desarrollo en al-Ándalus así como en los reinos cristianos durante los siglos XIII-XV, los conversos, la Inquisición y la expulsión en 1492.
En el patio norte, a modo de necrópolis, se exponen algunas de las lápidas sepulcrales de personajes judíos procedentes de diversos lugares de España. En el patio este se conservan los restos arqueológicos de unos posibles baños públicos de la antigua judería de Toledo y el suelo del antiguo hejal (muro principal) de la sinagoga.

## Los sefardíes y su modo de vida
El topónimo Sefarad aparece en la Biblia en el versículo 19 del libro de Abdías; en lengua hebrea desde la Edad Media ha venido usándose para designar a España o a la península ibérica en general y, posteriormente, en otras lenguas de cultura, a la España judía en particular. También es relativamente frecuente el uso de sefardí para designar por extensión al judío de la Sefarad medieval, según la acepción de la palabra sefardí en lengua hebrea.
Esta sección se muestra en la galería de mujeres, sala especial para el seguimiento litúrgico por parte del género femenino que posee la sinagoga. Como en otras culturas, el judaísmo no permite a las mujeres seguir la liturgia desde la sala de oración. En este espacio, que conserva parte de su decoración original de yeserías, se muestran  vitrinas relacionadas con la vida cotidiana de los sefardíes: su nacimiento, educación, principales fiestas, muerte, etc.

## Galería

Decoración interior de la sinagoga y colección del museo
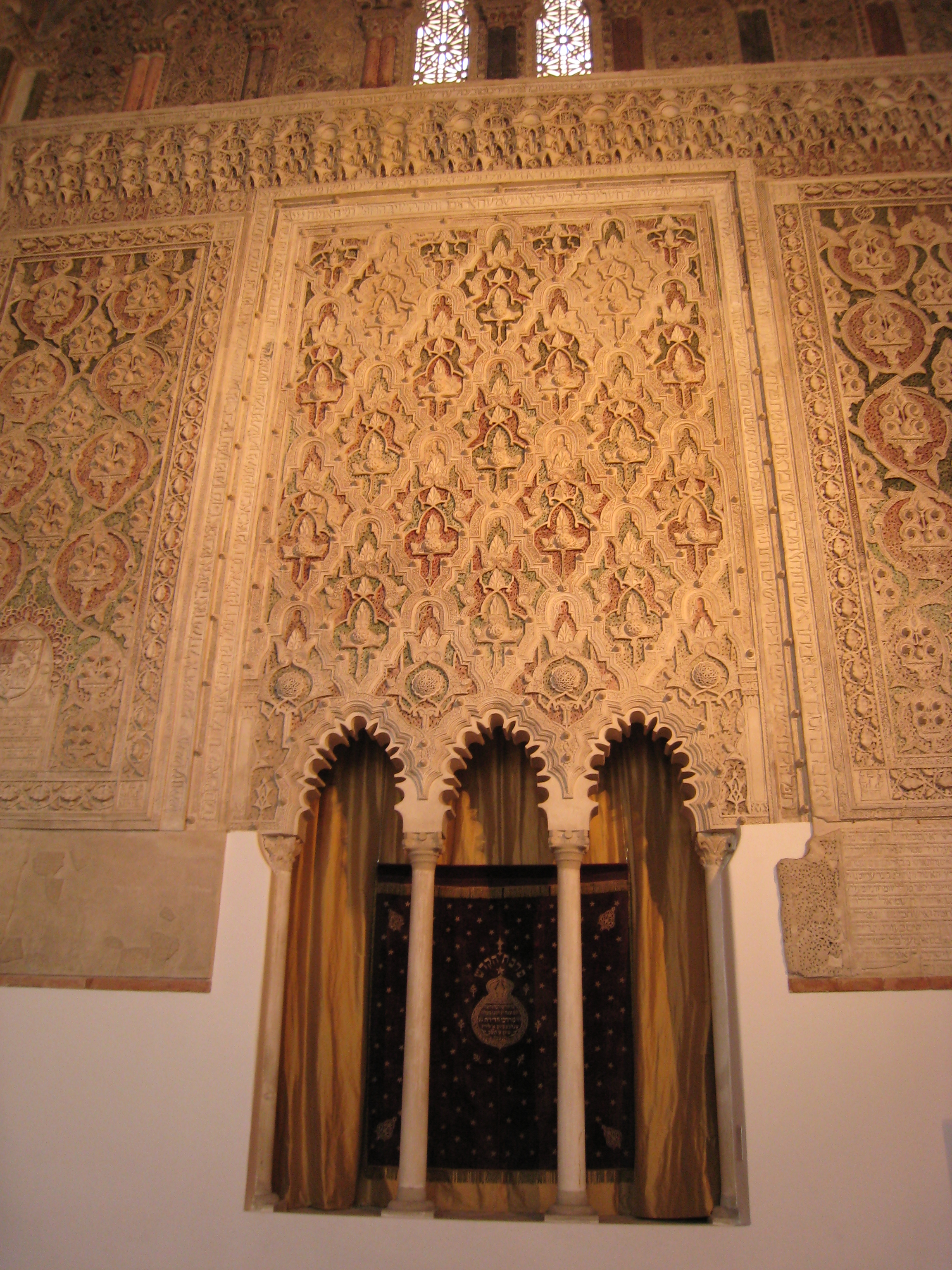
Interior, detalle del muro este, con el hejal
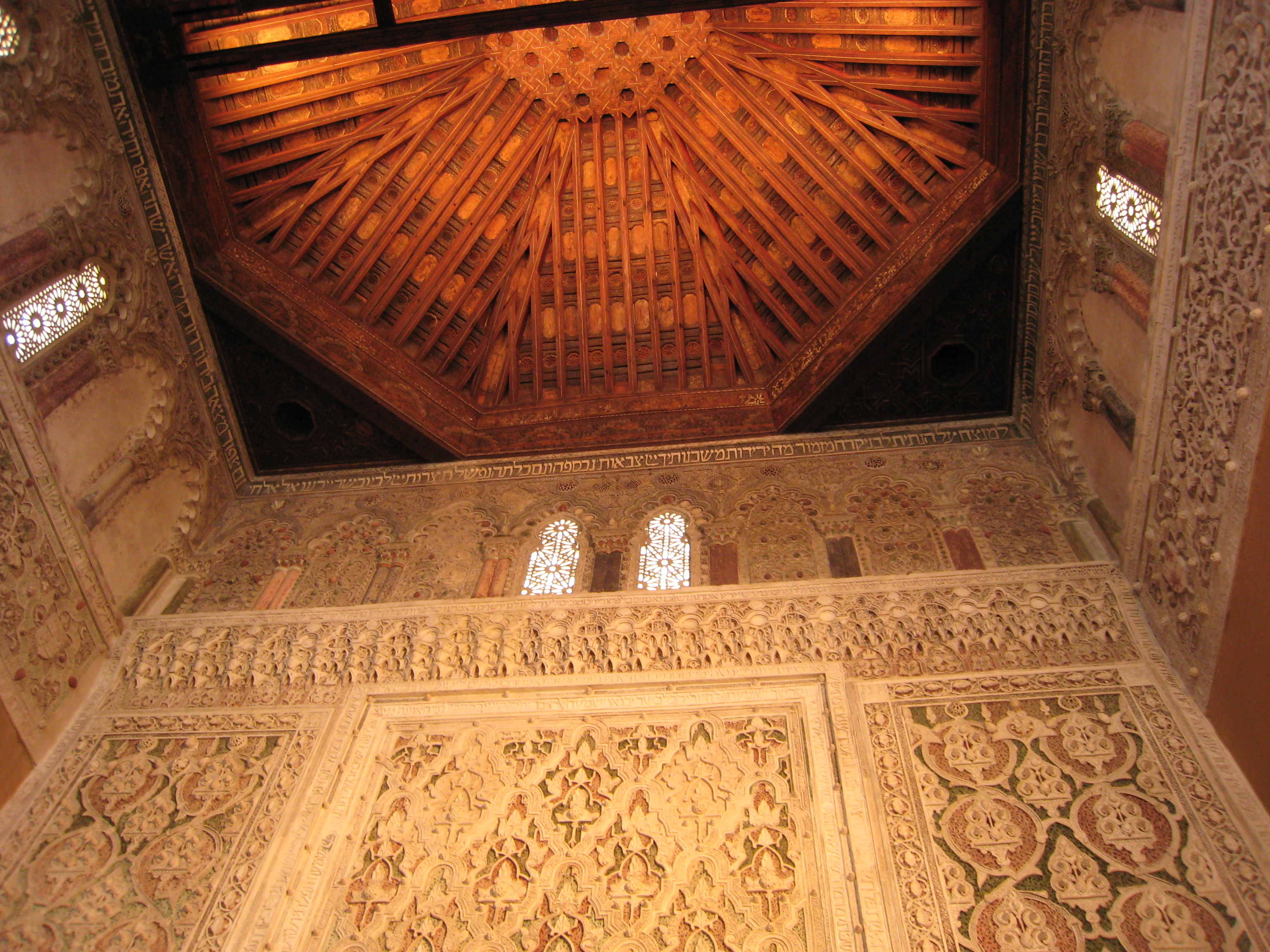
Interior, detalle del muro y del artesonado del techo
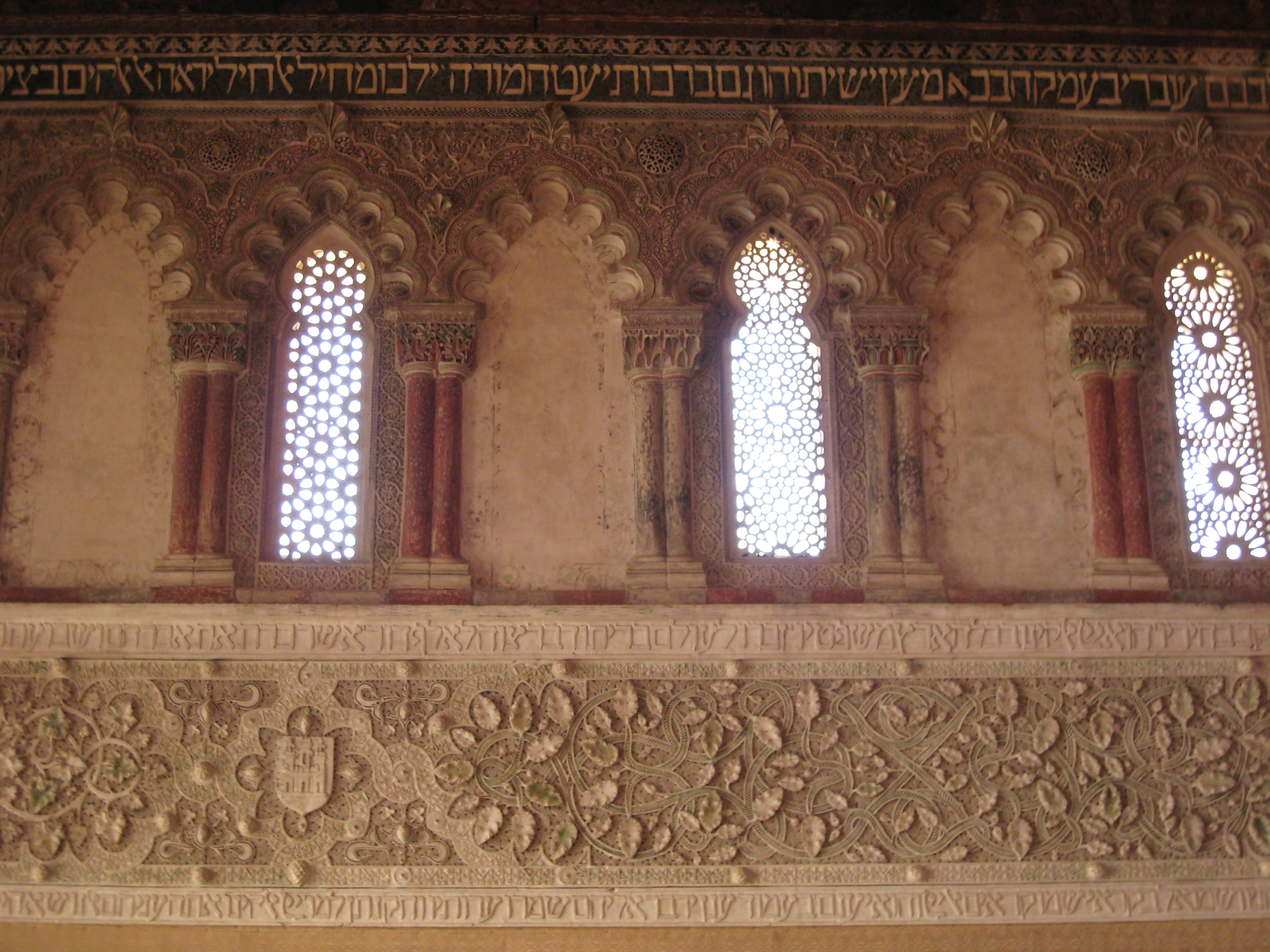
Interior, detalle de la decoración de las paredes
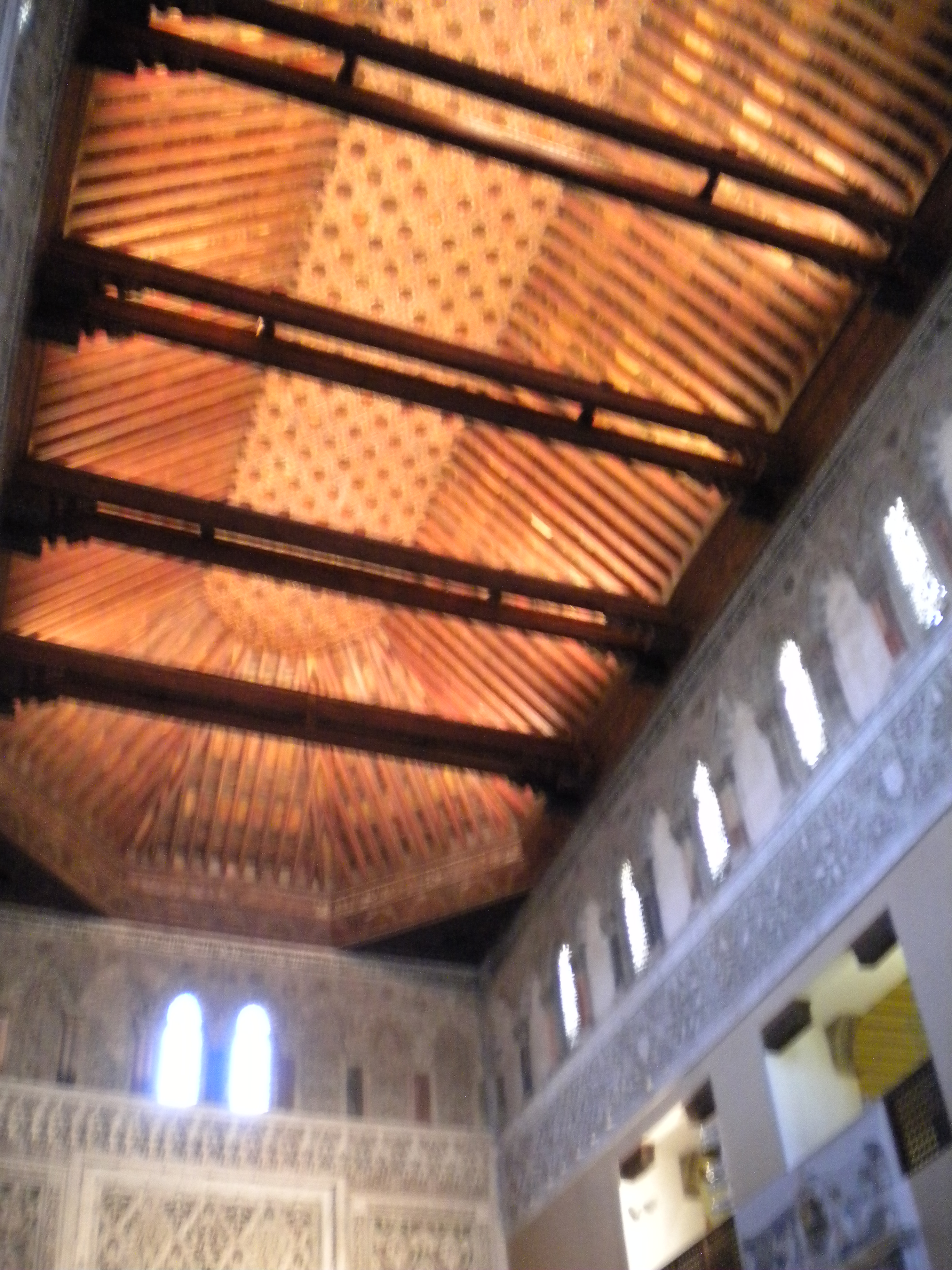
Interior, detalle del techo de madera
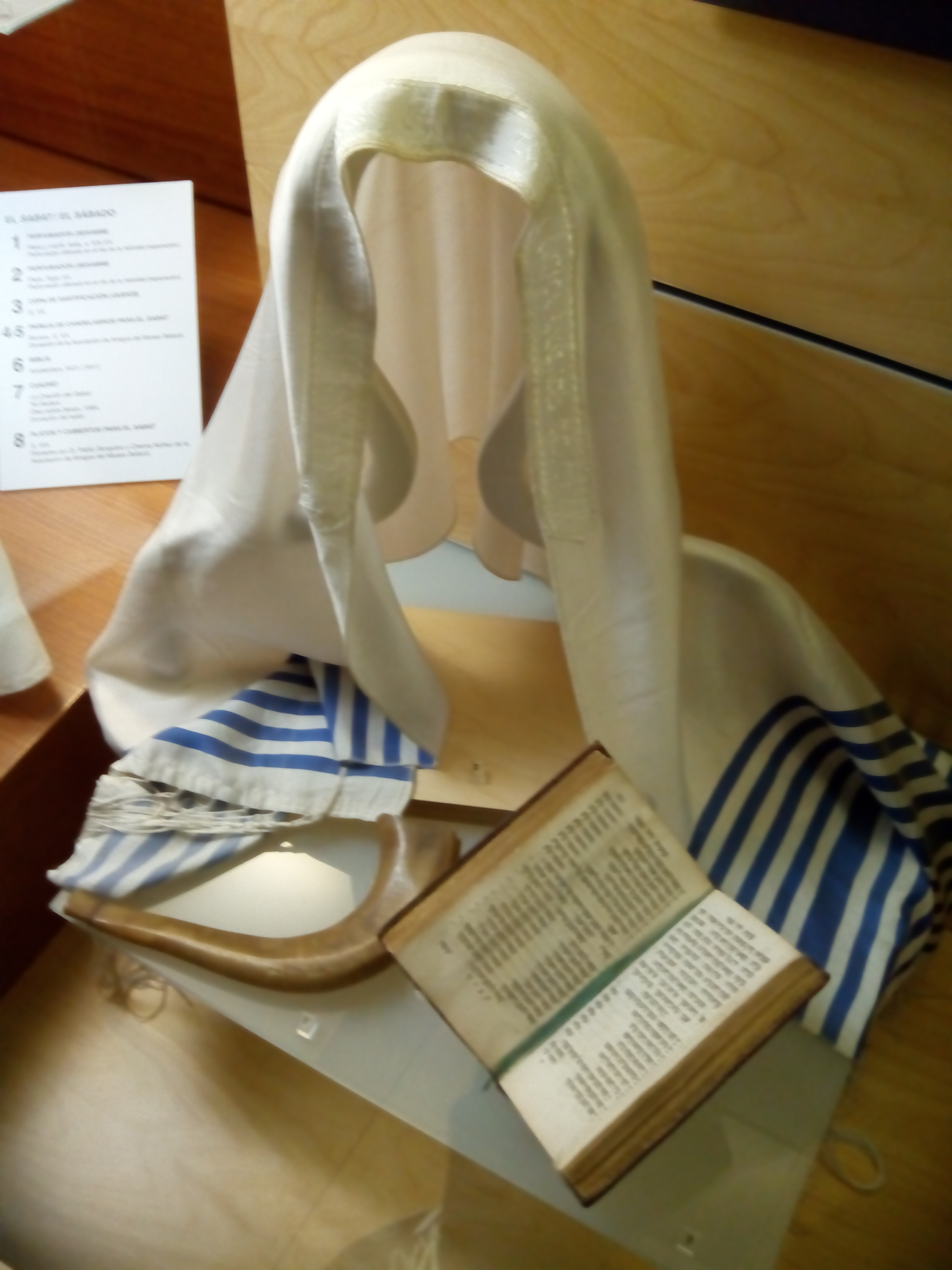
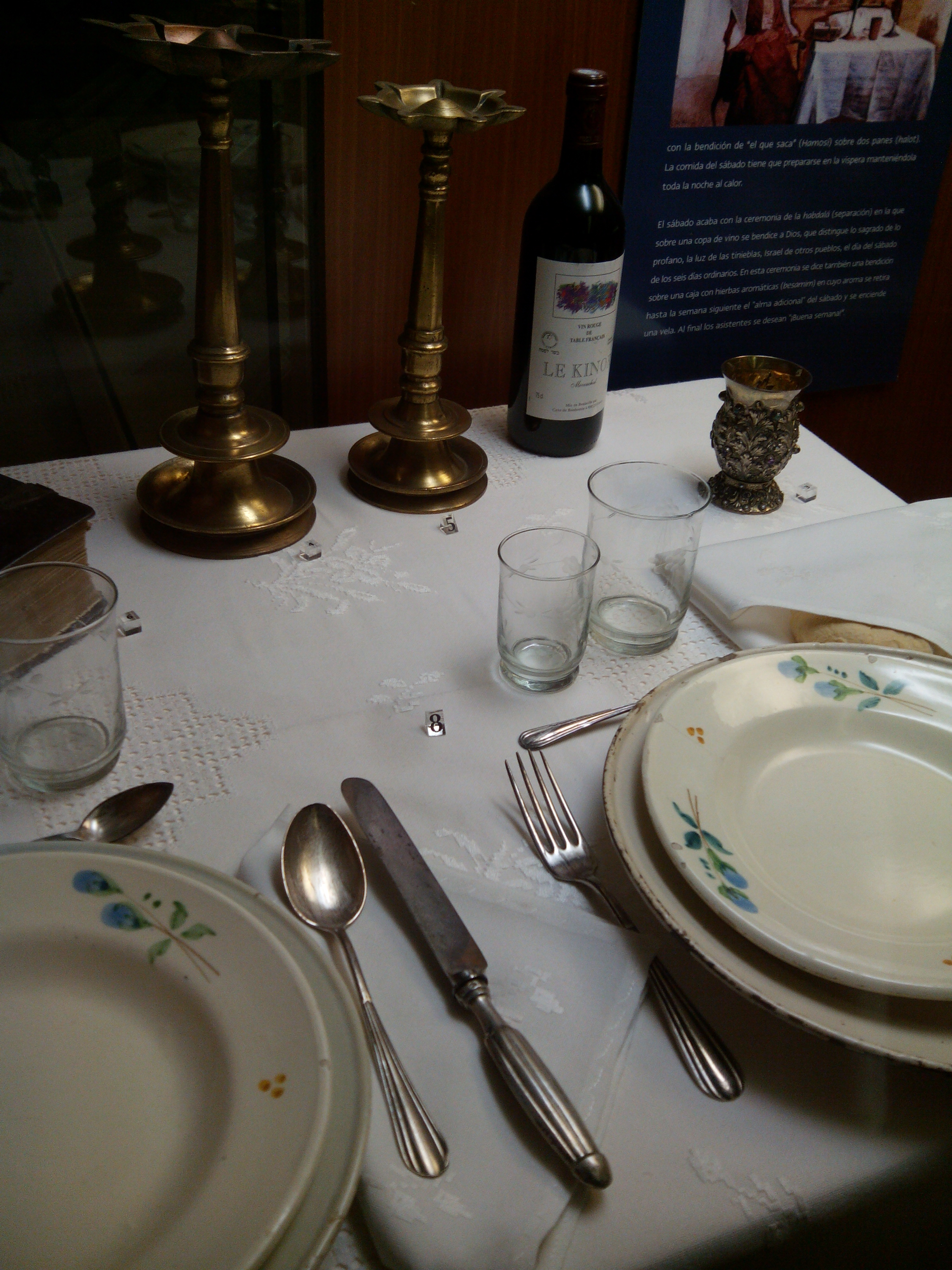
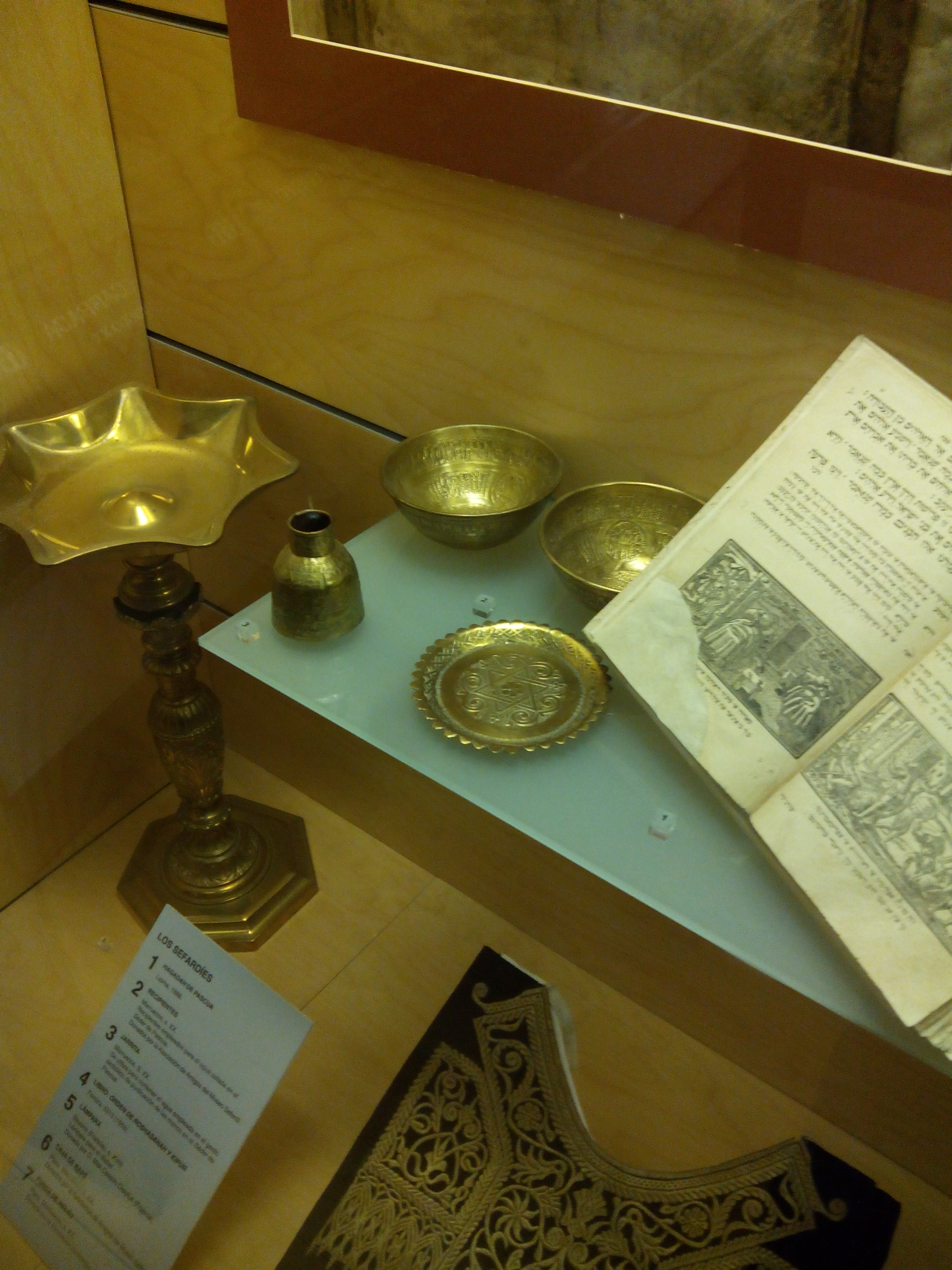
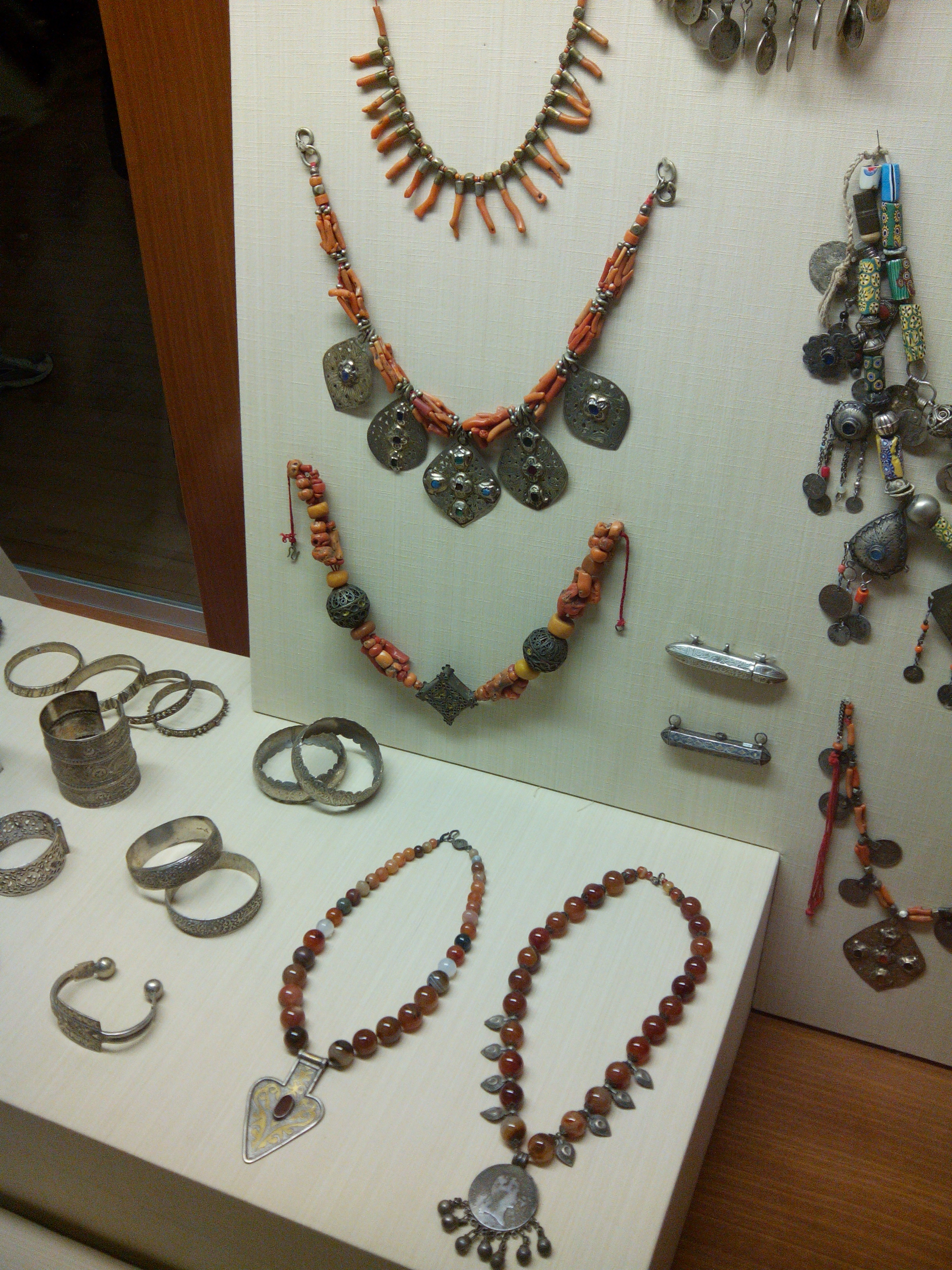
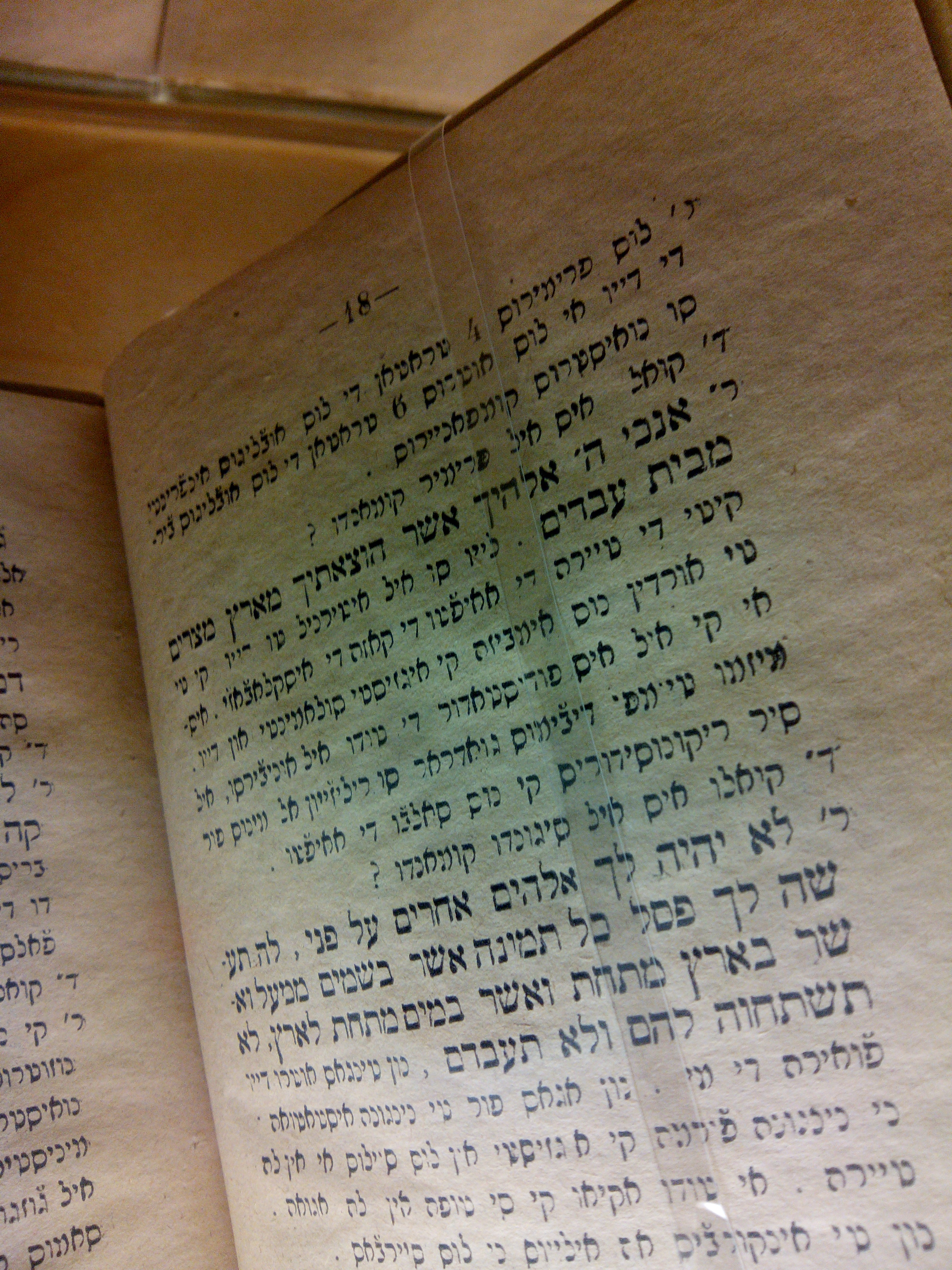